# Límay
Límay es un municipio de Primera Clase de la provincia en Bataán, Filipinas. De acuerdo con el censo del 2000, tiene una población de 46 620 en 9490 hogares. El alcalde es Nelson David.

## Barangayes
Límay se divide administrativamente en 12 barangayes.
- Alangan
- Kitang I
- Kitang 2 & Luz
- Lamao
- Landing
- Población
- Reformista
- Townsite
- Wawa
- Duale
- St. Francis I ( Bo. Roxas )
- St. Francis II ( Bacong )